# Fellahi
Fellahi (arab.  farmerzy, chłopi, rolnicy) - jeden z rytmów występujących w muzyce do tańca brzucha (obecny na przykład jako część megance), także narodowy taniec egipskich farmerów.

## Rytm
Szybki, skoczny z metrum 2/4
| 1   |     | i   |     | 2   |     | i   |     |
| Dum | Tak | Ess | Tak | Dum | Ess | Tak | Ess |

## Taniec
Muzyka: rytm fellahi + partie wokalne + instrumenty: rababa, mizmar
Ruchy tańca odzwierciedlają słowa piosenki - naśladowanie czynności takich jak sianie, oranie. Ukazują codzienną pracę farmerów zbierających plony do kosza czy noszących wodę. Jest to taniec grupowy popularny wśród rolniczej ludności północnego Egiptu.
Tradycyjny kobiecy kostium składa się z kwiecistej, luźnej, długiej sukni z falbanami - u dołu bardzo szerokiej. Obecna jest też chusta na głowie. Czasem szyja jest okręcona długim szalem, który tancerka może zawiązać sobie na biodrach, żeby ruchy były bardziej widoczne. Tancerki mają długie warkocze.